# Listen to Wikipedia
Listen to Wikipedia (česky Poslouchej Wikipedii), také známý jako L2W nebo Hatnote: Listen to Wikipedia, je multimediální vizualizér vyvinutý Mahmoudem Hashemi a Stephenem LaPortem, který převádí nedávné úpravy Wikipedie do vizuální a zvukové podoby. Softwarová aplikace s otevřeným zdrojovým kódem vytváří v reálném čase statistickou grafiku spojenou se zvukem na základě aktivit přispěvatelů Wikipedie z celého světa, k čemuž používá L2W grafickou knihovnu D3.js.
Koncept Listen to Wikipedia vychází z bitcoinového transakčního vizualizéru BitListen (Bitcoin Transaction Visualizer), aplikace vytvořené Maximillianem Laumeisterem původně pod názvem Listen to Bitcoin.

## Zvuk
Každá editace vytváří notu v pentatonické stupnici. Zvonkové zvuky celesty odpovídají editacím s přidáním obsahu do Wikipedie a brnkání klavichordu odpovídá odebrání obsahu. Výška tónu je nepřímo úměrná velikosti úpravy (nižší tóny jsou vytvářeny většími úpravami). Nově registrované uživatele Wikipedie uvítá houslový akord.

## Vizualizace
Každá editace Wikipedie vytvoří kruh jedné ze tří barev: bílá je určena registrovaným uživatelům, zelená neregistrovaným uživatelům a fialová robotům Wikipedie. Velikost kruhu je úměrná velikosti změny provedené danou úpravou (větší kruhy jsou vytvořeny většími úpravami). Uprostřed kruhu se zobrazí název upravovaného článku. Kliknutím na text se na nové záložce v prohlížeči uživatele otevře stránka Wikipedie s revizí. Při každé registraci nového uživatele Wikipedie se v horní části obrazovky objeví modrý pruh s jeho uživatelským jménem.

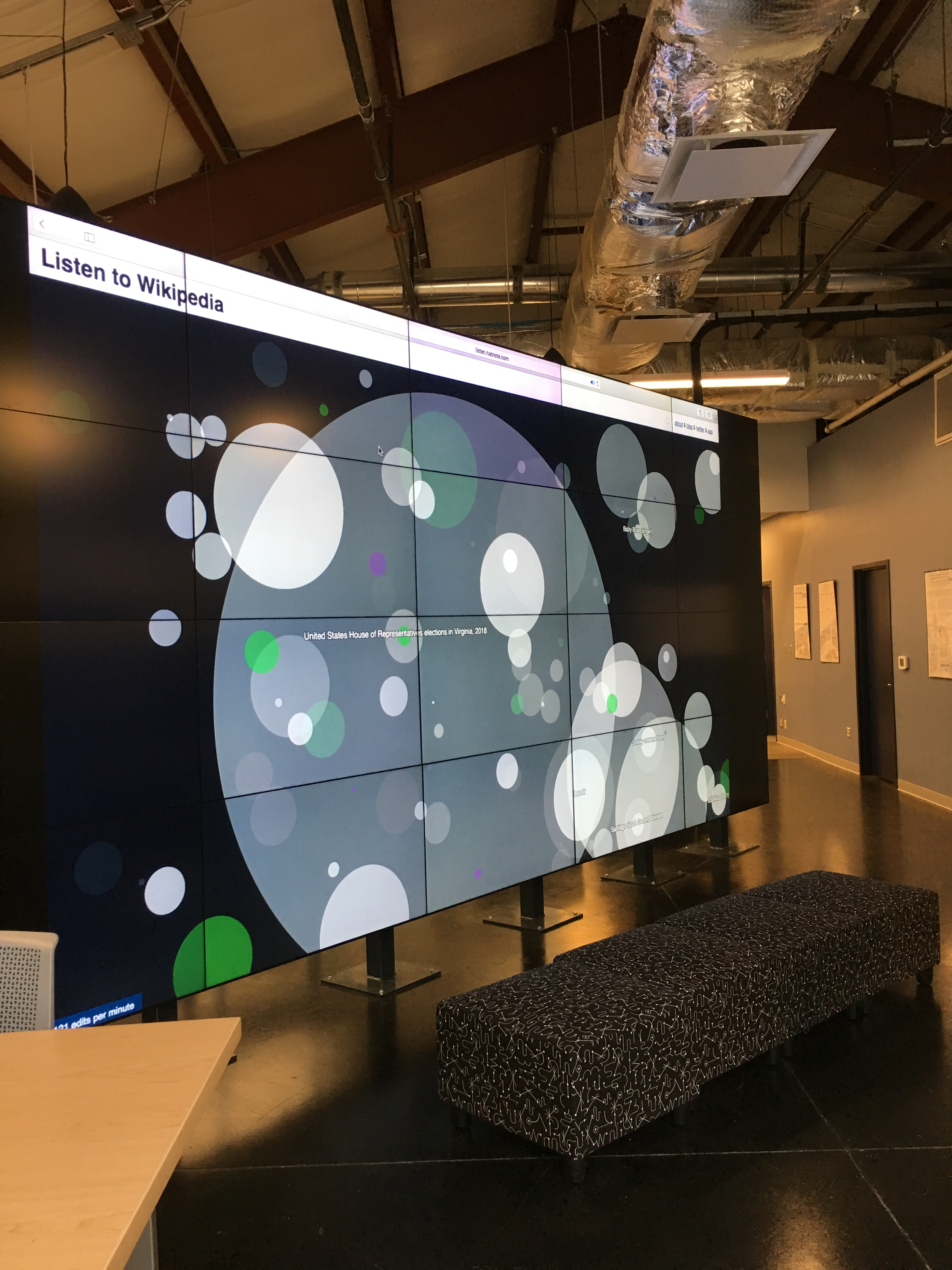
Listen to Wikipedia v datovém vědeckém ústavu Univerzity ve Virginii.